# Museum für Geschichte der Präfektur Hiroshima

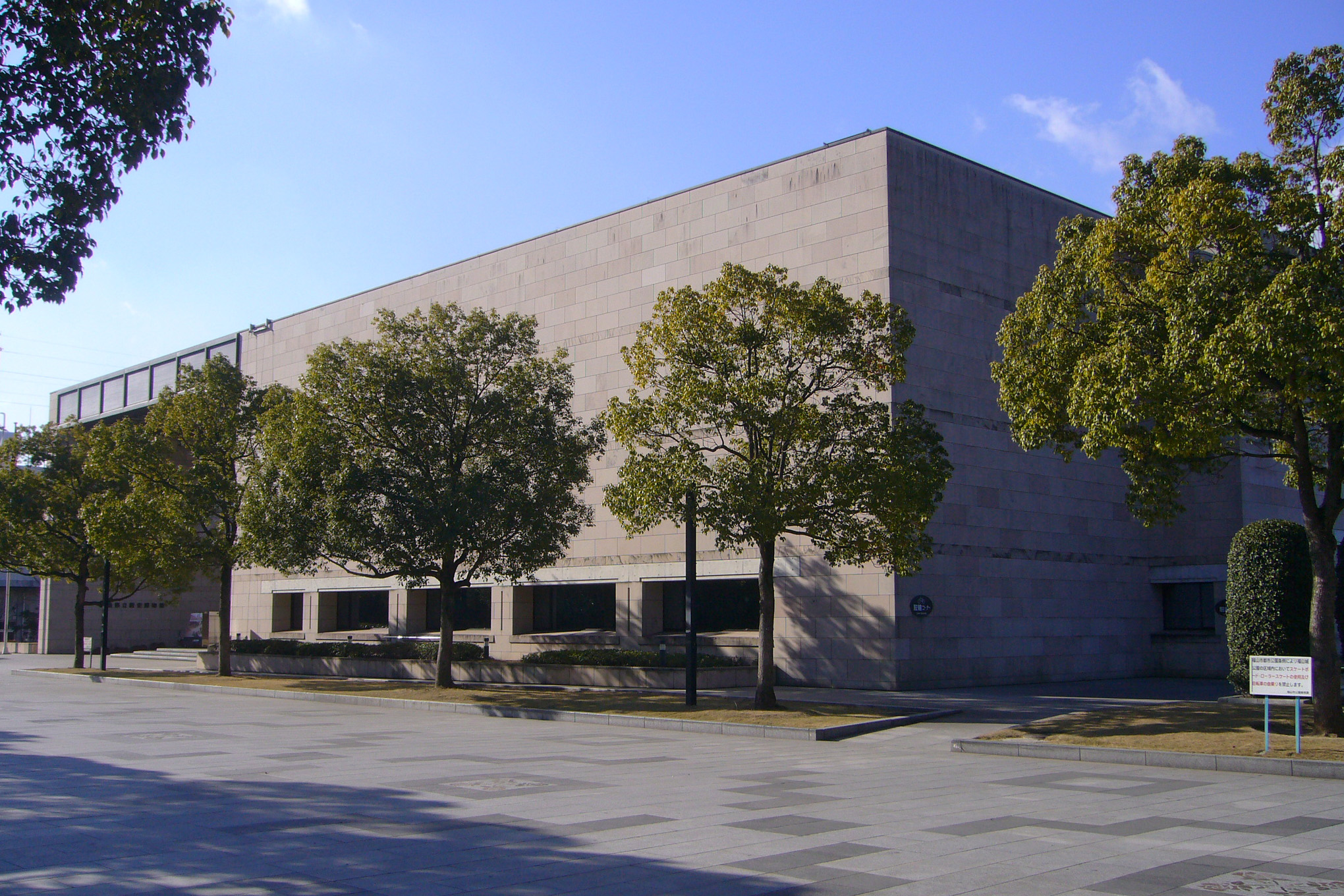
Museum für Geschichte der Präfektur Hiroshima

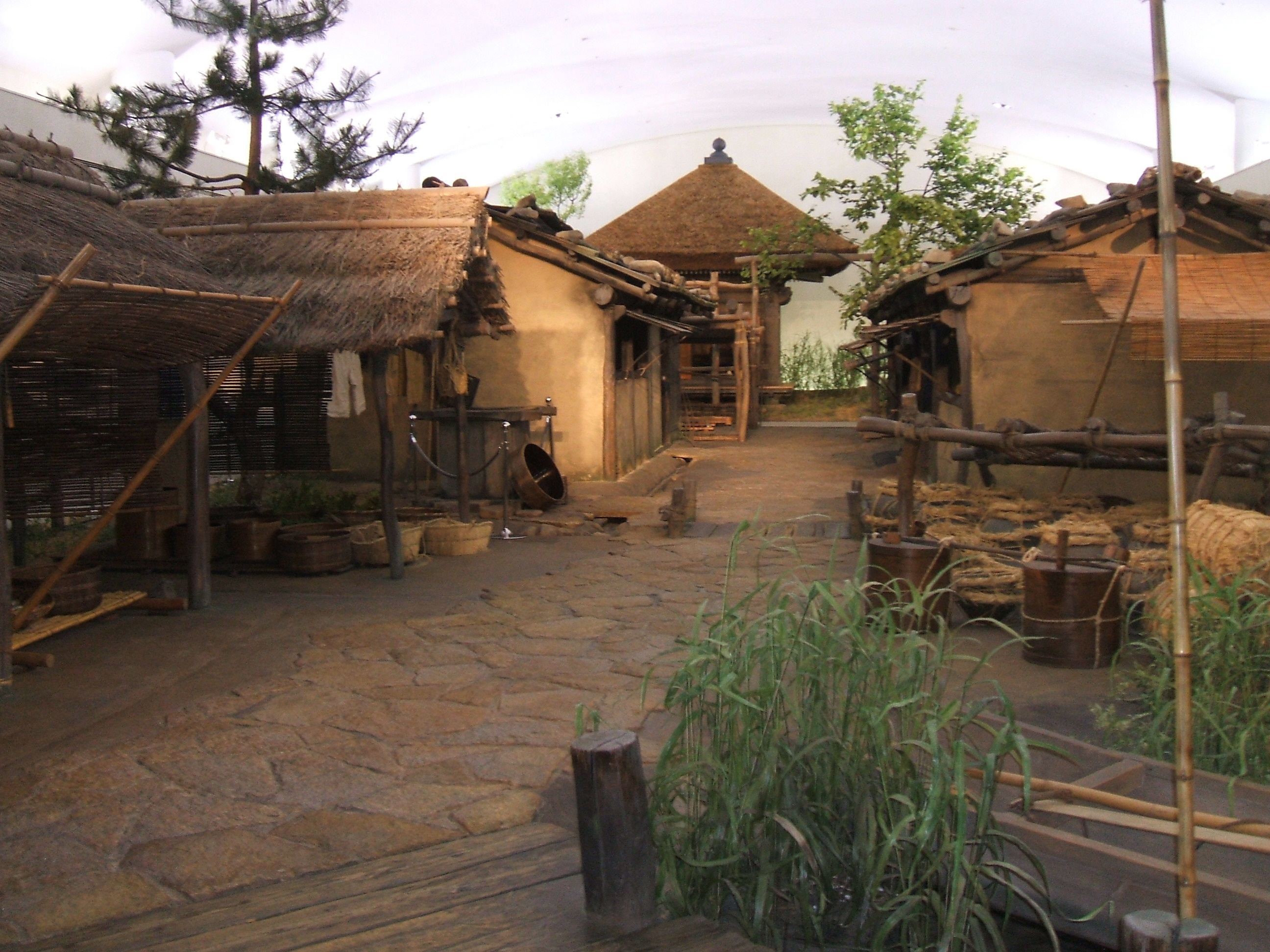
Rekonstruierte Partie in Kusado

Das Museum für Geschichte der Präfektur Hiroshima (japanisch 広島県立歴史博物館, Hiroshima kenritsu rekishi hakubutsukan) befindet sich in Fukuyama (Präfektur Hiroshima) in Japan.
Das Museum für Geschichte der Präfektur Hiroshima, im an der Burg Fukuyama gelegenen Kulturbereich der Stadt gelegen, wurde im Jahr 1989 eröffnet. Ein landesweit bekannter Ausstellungsteil bezieht sich auf die in 30-jähriger Arbeit ausgegrabenen ausgedehnte Siedlung im Ashida-Fluss (芦田川), an dem Fukuyama liegt. Die Siedlung existierte von der Kamakura- bis zur Muromachi-Zeit etwa 300 Jahre lang unter dem Namen Kusado sengen-chō (草戸千軒町). Sie war, wie der Zusatz sengen (1000 Gebäude) andeutet, ziemlich groß, ging aber bei einer Überschwemmung im Jahr 1631 verloren und wurde nicht wieder aufgebaut. Die Siedlung wurde in den 1930er Jahren bei Flussbauarbeiten entdeckt und ab 1960 systematisch erforscht.
Das Museum gliedert sich in folgende Räume:
- Ausstellungsraum zur Geschichte der Gegend: Hier werden steinzeitliche, bronzezeitlich Werkzeuge und Geräte der Präfektur gezeigt. Weiter werden auch Schiffsmodelle und neuzeitlich Geräte, auch die Töpferware des herben Bizen-yaki (備前焼) und des  Himetani-yaki (姫谷焼) aus der Nähe von Fukuyama, dekorativ auf weißem Grund, gezeigt.

Ein weiterer Bereich behandelt Siedlung Kusado sengen-chō in zwei Räumen:
- Ausstellungsraum zu I Kusado: Hier wurde in Originalgröße eine Häuserzeile rekonstruiert.
- Ausstellungsraum zu II Kusado zeigt ausgegrabene Töpfe und Geräte aus der Siedlung.

## Kenndaten
- Gesamtfläche: 5480 m²
- Stahlbetonbau, 2 Stockwerke + 1 Kellergeschoss
- Bebaute Fläche: 3266 m²
- Geschossfläche: 8940 m²
- Verwaltung: 472 m²
- Forschung: 657 m²
- Ausstellungsfläche: 2402 m²
- Speicher: 1920 m²
- Unterrichtsräume: 651 m²
- Räume für Dienstleistungen u. a.: 2848 m²